# Црноуста мачка
Црноуста мачка (лат. Galeus melastomus) врста је ајкуле мачке и део породице Scyliorhinidae која настањује североисточне делове Атлантског океана, од Исланда до Сенегала, укључујући Средоземно море. Обично се налази на дубинама од 150 до 1400 м на или у близини муљевитог дна. Млађи примерци углавном бораве у плитким водама, за разлику од старијих. Ову врсту карактерише црна унутрашњост уста и мрља дуж леђа и репа. Достиже 50—79 цм дужине, а иста примерци исте врсте у Атлантском океану већи су од оних у водама Хималаја.
Ова врста плива полако али је доста активна, храни се углавном раковима, главоношцима и рибама. Женка црноусте мачке излегне до тринаест јаја током године. Неретко се лови, због меса и коже. Међународна унија за заштиту природе уврстила је ову врсту у категорију најмање забринутости, јер нема назнака да је њен број драстично опао, упркос риболову.

## Таксономија и распрострањеност
Константин Самуел, описао је укратко црноусту мачку у својој књизи 1810. године, где се осврнуо на њену карактеристичну црну унутрашњост уста, а рибу су још звали и „црноуста риба пас”. Најстарији пронађени фосили ове врсте потичу са северног дела Апенина из периода занцлеја, пре 3,6 до 5,3 милиона година. Ова врста широко је распрострањена у северноисточно делу Атлантског океана, од југозападног Исланда, преко Норвешке и на југу до Сенегала, укључујући Фарска острва и северни део Средњоатлантског гребена. Јавља се и широм Средоземног мора, изузев северних вода Јадранског мора, а нема је у Црном мору. Ова врста првенствено настањује континентални пад, на дубинама од 150 до 1400 м, међутим примећена је и у плитким водама, на 20 до 25 м у Норвешкој, као и у дубоким од 2300 до 3850 м у источном Средоземљу.
Дубине на којима је црноуста мачка присутна разликују се од региона, на пример на 300 до 500 м налази се у Бискајском заливу, на 400 до 800 м код вода Португала, 500—800 м у водама Сицилије и 1000—1830 м на истоку Медитерана. Претпоставља се да температура воде није важан фактор за ову врсту, с обзиром да је има у топлим, али и нешто хладнијим водама. Црноуста мачка време проводи на блатном дну или у његовој близини. Бројне студије одрађене за ову врсту извештавају да су одрасле јединке на већим дубинама него млађи примерци.

## Опис
Највећи примерци црноусте мачке имали су између 67 и 79 цм, огранак врсте у Атлантском океану и 50 до 64 цм у Медитерану. Женке су дуже од мужјака, а максимална тежина ове рибе је 1,4 килограма. Црноуста мачка има витко чврсто тело са прилично дугом и шиљатом њушком која чини отприлике 6—9% укупне дужине. Очи су хоризонтално овалне и на њима се налазе мембране. Уста формирају кратак али широк лук и на њима се налазе бразде по угловима. Горња и доња вилица ове рибе садрже између 69 и 79 зуба, а имају пет пари шкржних прореза.
Оба леђна пераја отприлике су једнаке величине, прво иде из карлице, а друго из средње тачке аналног пераја. Грудна пераја су велика док су карлична мала са угластим ивицама. Анално пераје је веће од било ког другог, а чини 13—18% укупне дужине рибе. Каудална пераја ове врсте чине укупно око четвртину дужине целе рибе, а горњи режањ је мали. Кожа је врло груба и прекривена дермалним оштрицама, тело је сиве и смеђе боје са око 15 до 18 мрља или тачака које се протежу све до репа. Доња страна рибе је бела, као и врхови леђног и репног пераја. Унутрашњост уста ове рибе је црна.

## Биологија и екологија
Црноуста мачка има номадску природу и може се наћи сама или у групама када лови. Плива релативно полако, често крстари мало испод морског дна, а такође је примећена на дну, непомична. Познато је да се храни са Dalatias licha и Todarodes sagittatus. Ова врста храни у своју исхрану највише укључује врсте као што су десетоношци, крил и кошљорибе које укључују врсте myctophids, бисеране, Stomiidae, Mora moro као и главоношце.
Примећено је да се храни и врстама шкампа као што су Calocaris macandreae и Pasiphaea multidentata. Млади примерци ове врсте конзумирају већи број ракова од одраслих, који се углавном хране рибом и главоношцима. У њиховим стомацима откривени су делови животиња које су биле превелике да би их напали, што можда сугерише да нападају и у групама. За разлику од других чланова њене породице, црноуста мачка полаже више јајашца, до 13 мада их је од 1 до 4 по једном јајаводу просечно. Број положених јаја по женки годишње је између 60 и 100, а више их је када је женка крупнија. Код зрелих женки ове врсте, само десни јајник је функционалан. Дужине јаја су од 3,5 до 6,5 цм, а ширине од 1,4 до 3 цм. Парење и полагање јаја црноусте мачке дешава се током целе године, зими и лети, мада ипак не стоје сви биолози и студије иза ове тврдње. Женка полаже јаја у муљевиту подлогу у релативно плиткој води.